# Antonio Spallino
Antonio Spallino (* 1. April 1925 in Como; † 27. September 2017 ebenda) war ein italienischer Fechter, Olympiasieger und dreifacher Weltmeister, danach Rechtsanwalt und Bürgermeister.

## Erfolge
Spallino wurde 1949 Mannschaftsweltmeister mit dem Degen in Kairo. Danach focht er mit dem Florett und erhielt
bei den Olympischen Spielen 1952 in Helsinki Silber mit der Mannschaft,
ebenfalls bei den Fechtweltmeisterschaften 1953 in Brüssel.
1954 und 1955 wurde er erneut Mannschaftsweltmeister.
Bei den Olympischen Spielen 1956 in Melbourne erhielt Spallino Gold mit der Mannschaft und Bronze im Einzel.
1957 und
1958 gewann er bei den Weltmeisterschaften Bronze mit der Mannschaft.
1999 wurde er mit dem Olympischen Orden ausgezeichnet.

## Leben
Spallino arbeitete als Rechtsanwalt, von 1970 bis 1985 war er Bürgermeister seiner Heimatstadt Como. Von 1988 bis 1996 war er Präsident von Panathlon International.